# Point-Tarock

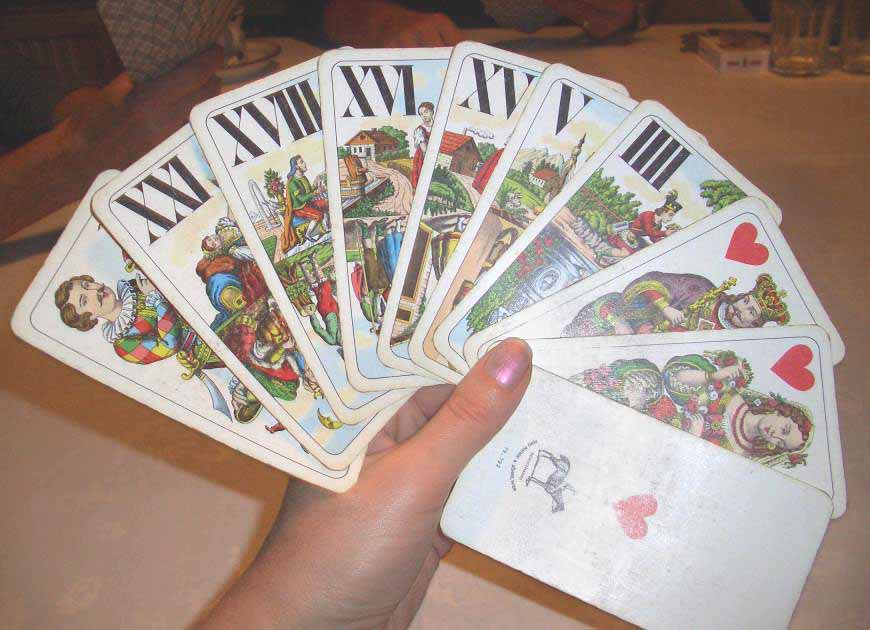
Traditionelle „Industrie und Glück“ Tarockkarten

Point-Tarock, auch Pointtarock, war ein Tarockspiel für drei Personen, das hauptsächlich in Österreich und mit einem 54-Blatt „Industrie und Glück“ Karte gespielt wurde. Es ist wahrscheinlich ausgestorben. Furr beschreibt es als „identisch mit Tapp-Tarock, jedoch mit einer zusätzlichen Ansage, die es dem Alleinspieler ermöglicht, aus einer sehr guten Hand Kapital zu schlagen … was das Spiel deutlich aufpeppt.“ Point Tarock wird manchmal mit seinem nahen Verwandten, dem Illustrierten Tarock, verwechselt.

## Geschichte und Etymologie
Point Tarock gehört einer Familie klassischer österreichischer Tarockspiele, die das Gebiet der ehemaligen Österreichisch-Ungarischen Monarchie, in dem sie eine starke Tradition haben, so sehr geprägt, dass das Land als „Tarockania“ bezeichnet wurde. Diese Spiele wurden oft in der Literatur erwähnt, z. B. wie Fritz von Herzmanovsky-Orlandos Maskerade der Genien und Johann Nestroys Zu ebener Erde und im ersten Stock. Es gibt zahlreiche Variationen von Tarock, von denen viele auch heute noch gespielt werden, darunter die herausfordernden Kartenspiel zu viert Königrufen (das „Spiel der Könige“), Zwanzigerrufen und Neunzehnerrufen, das ursprüngliche Spiel zu dritt, Tapp-Tarock, und seine Ableitungen sowie das „attraktive“ Spiel zu zweit Strohmandeln.
Die frühesten bekannten Regeln des Point-Tarocks wurden 1954 von Löw (als Illustriertes Tarock) aufgezeichnet. Er beschreibt es als „nach den Regeln des gewöhnlichen Tarockspieles gespielt, unterschiedet sich von diesem dadurch, daß neue Ansagemöglichkeiten hinzukommen“, die der Alleinspieler machen kann und die ihn zum Gewinn zusätzlicher Punkte verpflichten. 1965 vertauschte Beck die Namen der beiden Spiele und bezeichnete diese Version nun als „Pointtarock“. Dies behielt er in den folgenden zwei Jahrzehnten bei. Die einzige spätere Aufzeichnung der Regeln von Point-Tarock wurde 2004 von Alscher veröffentlicht. Dort wird es erneut als Illustriertes Tarock bezeichnet, ein Name, der jedoch zunehmend mit seinem populäreren und komplexeren Verwandten in Verbindung gebracht wird.

## Name
Es besteht keine Einigkeit über den Namen dieses Spiels, das abwechselnd als Pointtarock oder Illustriertes Tarock bezeichnet wurde. Verwirrenderweise wird sein komplexeres Gegenstück ebenfalls als Illustriertes Tarock oder Point-Tarock oder sogar beides bezeichnet. Da „Point“ Punkt bedeutet und „illustriertes“ „verschönert“ bedeutet, ist es logisch, Point-Tarock für diese Variante zu verwenden, die Punktegebote beinhaltet, und Illustriertes Tarock für seine verziertere Variante (Dummett schlägt „bestickt“ vor) mit zusätzlichen Ansagen und Boni. Das Spiel dürfte mittlerweile veraltet sein, da es in Bambergers Nachfolger zu Löws und Becks Tarock-Reihe merklich fehlt.

## Spielkarten
Gespielt wird mit dem 54-Blatt „Industrie und Glück“ Karte. Sie enthält 22 Trümpfe, die mit römischen Ziffern nummeriert sind, mit Ausnahme der höchsten Trumpfkarte, dem „Sküs“ (Narr). Der zweithöchste Trumpf, der XXI, wird als „Mond“ bezeichnet, während der niedrigste Trumpf, der I, als „Pagat“ bezeichnet wird. „Sküs“, „Mond“ und „Pagat“ werden zusammen als „Trull“ oder „Honours“ bezeichnet und zählen jeweils 5 Punkte. Andere Trümpfe zählen nur 1 Punkt.
Die 32 Farbkarten bilden vier Bildkarten: König, Dame, Cavall, Kavall oder Reiter und Bube sowie vier Zahlenkarten. Die Rangfolge der Karten ist wie folgt:
- In den schwarzen Farben: König, Dame, Cavall und Bube 10, 9, 8 und 7
- In den roten Farben: König, Dame, Cavall und Bube 1, 2, 3 und 4.

Könige und Honneurs zählen je 5 Punkte, Damen 4, Cavalls 3, Buben 2 und die leere Karten (Zahlenkarten und gewöhnliche Tarocks) 1. Wie bei anderen Tarockspielen werden von jedem Stich 2 Punkte abgezogen. Jeder Spielzug zählt 70 Punkte, der Alleinspieler benötigt also mindestens 36 Punkte, um zu gewinnen. Neben den Kartenpunkten gibt es Bonuspunkte, wie unten beschrieben.

## Unterschiede zum Illustrierten Tarock
Point-Tarock wird manchmal auch als Illustriertes Tarock bezeichnet, z. B. Furr, während andere, wie z. B. Bamberger und Dummett, Illustriertes Tarock als Point-Tarock bezeichnen. Die wichtigsten Unterschiede sind:
- Point-Tarock kennt keine Zweiblatt- oder Einblatt-Spiele.
- Die einzigen Ansagen sind solche, die eine bestimmte Punktzahl über 36 anbieten (daher der Name).
- Ansagen können vor oder nach dem Tausch mit dem Talon erfolgen; dies beeinflusst den Wert des Spiels.

## Spielregeln

### Austeilen
Das Kartengeben erfolgt wie bei anderen Tarockspielen für drei Spieler. Nachdem die Karten gemischt und abgehoben wurden, legt der Geber sechs verdeckte Karten auf den Tisch (den Talon) und teilt jedem Spieler gegen den Uhrzeigersinn 16 Karten in zwei Würfe zu je acht Karten aus.

### Reizen
Vorhand, rechts vom Geber, eröffnet nun das Reizen, indem er passt („ich passe“) oder einen „Dreier“ meldet. Mittelhand kann ebenfalls passen oder auf ein Untern erhöhen, indem er meldet etwa wie „ich habe einen Untern!“. Der Geber, Hinterhand, kann auch passen oder höher reizen. Mit Ausnahme von „Solo“ müssen die Kontrakte in aufsteigender Reihenfolge geboten werden. Ein Spieler, der von einem nachsitzenden Spieler überboten wurde, darf halten, indem er sagt „Halte ich!“, und hat Priorität, sofern er nicht erneut überboten wird. Wenn er nicht halten will, sagt er nur "Gut" oder „ich passe“. Der Höchstbietende wird Alleinspieler und spielt gegen die beiden anderen (die Gegenspieler). Die Reizstufen sind wie folgt:
- Dreier – 3 Punkte.
- Unterer – 4 Punkte.
- Oberer – 5 Spielpunkte.

Der Alleinspieler deckt jeweils den Talon auf, legt die Karten der Reihe nach aus und nimmt entweder die ersten oder die letzten drei Karten vom Talon. Anschließend verlegt er drei Karten von seiner Hand. Die Augen dieser drei Karten zählen zu ihm. Könige oder Trullkarten dürfen nicht verlegt werden; andere Trümpfe können nur verlegt werden, wenn es keine andere Möglichkeit gibt.  Die restlichen Karten des Talons werden von den Gegenspieler genommen.

### Ansagen
Nachdem der Alleinspieler mit dem Talon getauscht hat, muss er entscheiden, wie gut seine Hand ist, und dann die Anzahl der Kartenpunkte ansagen, die er zum Gewinnen ziehen muss. Die Optionen bringen zusätzliche Spielpunkte und lauten wie folgt:
- „mit 40“ – 3 Spielpunkte
- „mit 45“ – 6 Spielpunkte
- „mit 50“ – 10 Spielpunkte
- „mit 55“ – 15 Spielpunkte

Die Ansage sind kumulativ, d. h. jede Ansage schließt auch die niedrigeren ein und kann ganz oder teilweise kontraiert werden. Der Alleinspieler kann also „mit 50!“ ansagen, und der Gegner kann „Kontra die 50!“ sagen. Das bedeutet, dass das Kontra nur bei einem Ergebnis von 50 oder mehr gilt.

### Bonuspunkte
Die Bonusregeln variieren, beinhalten aber typischerweise:
- „Pagat Ultimo“: Ein beliebiger Spieler gewinnt den letzten Stich mit Trumpf I, dem Pagat
- „Valat“: Ein Spieler gewinnt alle Stiche

### Gewinn
Erreicht der Alleinspieler sein Ziel, erhält er die oben genannten Punkte. Hat er „mit 50“ angesagt, aber nur 46 Augen erzielt, zahlt er jedem Gegenspieler 1 Punkt, d. h. 10 Punkte für das verlorene „mit 50“ aber −9 Punkte (3+6) für das gewonnene „mit 40“ und „mit 45“.